# Stary cmentarz żydowski w Łukowie
Stary cmentarz żydowski w Łukowie – kirkut, który istniał przy ul. Starościńskiej (obecnie ul. Partyzantów) w Łukowie. Nie wiadomo dokładnie kiedy powstał, być może w XVIII stuleciu. Miał powierzchnię 0,1 ha. Po wyczerpaniu miejsca na pochówki utworzono w Łukowie nowy kirkut. Stary cmentarz został zupełnie zniszczony podczas II wojny światowej. Zbudowany po wojnie szpital i założony park częściowo znajdują się na terenie starego kirkutu.